# Икономика на иновациите
Икономика на иновациите е икономика базирана на правените иновации (виж награди на British Council). На пръв поглед изглежда, че това е икономика от типа на икономика на знанието, тоест че натрупани знания се прилагат за създаването или използването на иновации, това е класическото разбиране (виж класическа икономика) по темата. В действителност, в приложната и експерименталната икономика, икономика на иновациите е икономическото приложение на всяка иновация, тоест вече пуснато в употреба изобретение, или изобретение достъпно на пазара, или иновативна употреба на вече известни изобретения, но особено в руския нов смисъл на тази употреба, това е въвеждането на нови изобретения, дори пред иновативните употреби, или пък разбирането за важността от достъпа до информация или информираността за иновативните въведения (особено през 60-те на 20 век).
Виж за икономика на иновациите най-вече Джоузеф Шумпетер.